# 허드슨 양
허드슨 데이비드 양(Hudson David Yang, 2003년 10월 24일 ~ )은 미국의 아역 배우이다. 타이완계 미국인으로 중국어 이름은 양성더(중국어: 楊升德, 병음: Chén Qíyè, 한자음: 양승덕). 아시아계 인물들이 이끄는 TV 드라마 《프레시 오프 더 보트》의 주인공 에디 역으로 유명하다.